# Oudhref
Oudhref, parfois orthographiée Oudref (arabe : وذرف) est une ville tunisienne située à une dizaine de kilomètres au nord de Gabès.
Rattachée initialement à la délégation de Métouia, dépendant elle-même du gouvernorat de Gabès, elle constitue une municipalité comptant 16 478 habitants en 2022. Une délégation dédiée est ensuite créée.

## Artisanat
Oudhref est connue pour ses tissages artisanaux confectionnés par de femmes à domicile — le margoum, le kilim, le hanbal (couverture), le bocht (tapis de selle) et l'oussada — et souvent illustrés de losanges, de cornes de gazelle ou de chouka (pince du scorpion).
Constituant un concurrent du tapis de Kairouan, notamment sur le marché touristique (70 à 80 % de la production destinée à l'exportation en 2010), le margoum fait partie des effets traditionnels de la mariée et guide la construction des logements, avec un espace destiné à sa confection. L'association Dar Margoum Oudref, fondée en avril 2012, a pour objectif de le réhabiliter et de le promouvoir, la production étant passée de 18 000 m2 par an dans les années 1990 à 10 000 m2 en 2012. Elle est appuyée dans cet effort par la délégation régionale de l'Office national de l'artisanat tunisien et le Centre technique du tapis et de tissage.
En 2022, Akram Moncer réalise le documentaire Les Gardiens du Margoum qui évoque cet artisanat.

## Personnalités
- Oum Kalthoum Ben Hassine (né en 1946), biologiste tunisienne y est née.